# Sadie Frost
Sadie Liza Vaughan (født 19. juni 1965) er en engelsk skuespiller og modedesigner.

## Biografi

### Opvækst
Frost blev født i London som datter af den psykedeliske kunstner David Vaughan, der tidligere har arbejdet for The Beatles og hans daværende 16-årige kæreste og skuespiller Mary Davidson. 
Frosts barndom beskriver hun som "kaotisk, men med gode erfaringer til efterfølge", da hun blev født i Primrose Hill, men tilbragte det meste af sin tid i Ashton-under-Lyne, Greater Manchester efter hendes forældre blev skilt. Hendes forældre havde i alt seks forskellige forhold, og selvom at Frost er den ældste, så har hendes forældre givet hende fire søstre og fem brødre: inklusiv medskuespilleren Holly Davidson og Jude Davidson, en bror kaldet Gabriel Jupiter og en søster kaldet Sunshine Purple Tara Velvet. I følge Frost så forbød en af Frosts stedfædre hende og hendes søskende at bruge ordene "Nej" og "Undskyld" og under hendes fars farve-terapi-fase, insisterede han på at alle beboere i huset skulle bære farven orange, og tillod ingen at spise noget som helst der var rødt. De skulle også tage bade iført en trænningsdragt og skulle ved visse genstande kalde dem det mest modsatte de kunne komme i tanke om, fx at kalde æbler for elefanter, som en slags personlighedstest. 

### Karriere
Efter at have medvirket i en Jelly Tots-reklame, som 3-årig, og optrådt sammen med "Morecambe and Wise", som 5-årig, modtog Frost et legat til Italia Conti Academy. Efter en spiseforstyrrelse i en meget tidlig alder, må hun som 13-årig droppe skuespillet og begyndte derfor på Hampstead School. Efter hendes dimission flyttede hun hjemmefra for at slippe for sine forældre og hun vendte tilbage til skuespillet som 19-årig, da hun spillede med i et stykke der hed Mumbo Jumbo på Manchester Royal Exchange Theatre. 
Som skuespiller, består størstedelen af Frosts indtjening af mindre biroller, såsom roller i filmene Press Gang og Casualty. Hendes første filmrolle var i Diamond Skulls, selvom hendes mest bemærkelsesværdig rolle var som vampyren Lucy Westenra i filmen Bram Stocker's Dracula fra 1992. Hun levede i en periode af at medvirke i musikvideoer og i en del af Spandau Ballets produktioner, hvor hun igennem dette mødte sin første mand, Gary Kemp.
Efter at have fået sit første barn med Kemp, spillede parret sammen med i The Krays. I 1994 spillede hun overfor en fremtidig filmstjerne, nemlig Jude Law i Paul W.S. Andersons debut som instruktør, i filmen Shopping. Frost påbegyndte en affære med Jude Law, og selvom at hun senere blev separeret og skilt fra Kemp, så skulle parret indspille en kærlighedsscene i filmen Magic Hunter fra 1994. 
Efter at være blevet gift med Jude Law og efter at have fået tre børn sammen, trak Frost sig fra skuespillet og vendte sig i stedet mod produktions- og modeverdenen, idet hun sammen med tre andre engelske skuespillere (Ewan McGregor, Jonny Lee Miller og Sean Pertwee) grundlagde produktionsfirmaet Natural Nylon. Natural Nylon har produceret film som fx Sky Captain and the World of Tomorrow og eXistenZ (begge hvor Jude Law har medvirket) og filmen Nora fra 2000 med Ewan McGregor. McGregor forlod firmaet i 2002 og som en efterfølge af deres skilsmisse, forlod Jude Law direktørposten i januar 2003.
I 1999 var Frost med til grundlægge modemærket Frost French sammen med Jemima French. Firmaet startede med lingeri, men er nu blevet udvidet til tøjkollektioner. Pga hendes firma og hendes turbulente privatliv betyder det at Frost har en agent hos Storm Model Agency og hun er ofte med på forsiden af bladet Glamour. 
I 2004 skrev og producerede Frost en mini-tv-serie, der hed What Sadie did next... for E4 og i 2005 medvirkede hun i Eating with... Sadie Frost på BBC2. 
I 2008 gjorde hun sin debut på West End Theatre i stykket Touched... For the Very First Time, et one-woman show, skrevet af Zoe Lewis.

### Privat liv
Frost får til tider tildelt en enorm mængde opmærksomhed fra de britiske tabloid-aviser, tildels for hendes venskab med modellen Kate Moss, men også for hendes hidsige bemærkninger.
Under indspilningerne til en musikvideo som 16-årig, mødte hun Gary Kemp og parret blev gift den 7. maj 1988 og fik to år senere en søn, Finlay Munro (født 20. september 1990). 
Under optagelserne til filmen Shopping påbegyndte Frost og Jude Law en affære og Frost blev skilt fra Kemp i 1997, og gift med Law den 2. september 1997. Parret har tre børn, sønnen Rafferty (født 6. oktober 1996), datteren Iris (født 25. oktober 2000) og sønnen Rudy Indiana Otis (født 10. september 2002). Efter Laws utallige sidespring, blev parrets skilsmisse gennemført den 29. oktober 2003, hvor ved Frost påstod at blive udsat for mental dårlig behandling af Law, hvilket resulterede i at Frost fik en sen fødselsdepression. 
 Efter to travle år med forhandlinger imellem parterne, hvor under hvilket Frost blev tildelt betablockers for at kunne håndtere tilbagevendende panikanfald, kom parret i 2005 frem til en enig skilsmissefordeling, hvor ved Frost fik lov til at beholde parrets £2 mio. hus i Primrose Hill, og blev udbetalt £4 mio. og £15.000 om måneden. Frost hhar siden dette haft forhold til flere mænd, men mest unge mandlige skuespillere.

## Filmografi
| År   | Film                      | Rolle               | Bemærkninger          |
| ---- | ------------------------- | ------------------- | --------------------- |
| 1979 | A Horse Callede Jester    | Tina Harris         |                       |
| 1987 | Empire State              | Tracy               |                       |
| 1987 | Boon                      | Sygeplejerske       | Tv-serie (1 episode)  |
| 1987 | Pulaski                   | Sandy               | Tv-serie (1 episode)  |
| 1988 | Gentleman and Players     | Kate Beaufort       | Tv-serie (2 episoder) |
| 1988 | Les Girls                 | Amanda              | Tv-serie (7 episoder) |
| 1988 | Casualty                  | Natasha             | Tv-serie (1 episode)  |
| 1989 | Press Gang                | Jenny Eliot         | Tv-serie (2 episoder) |
| 1989 | Diamond Skulls            | Rebecca             |                       |
| 1990 | A Ghost in Monte Carlo    | Alice som 20-årig   |                       |
| 1990 | The Kray Twins            | Sharon Pellman      |                       |
| 1992 | Paper Marriage            | Interviewer         |                       |
| 1992 | Bram Stoker's Dracula     | Lucy Westenra       |                       |
| 1993 | Splitting Heirs           | Angela              |                       |
| 1994 | Magic Hunter              | Eva                 |                       |
| 1994 | The Cisco Kid             | Dominique           |                       |
| 1994 | Shopping                  | Jo                  |                       |
| 1995 | A Pyromaniac's Love Story | Hattie              |                       |
| 1996 | Crimetime                 | Val                 |                       |
| 1997 | Flypaper                  | Natalie             |                       |
| 1997 | Bent                      | Max's ven           |                       |
| 1998 | An Ideal Husband          | Mrs. Laura Cheveley |                       |
| 1998 | Final Cut                 | Sadie               |                       |
| 1999 | Ruth Rendell Mysteries    | Francesca           | Tv-serie (1 episode)  |
| 1999 | Captain Jack              | Tessa               |                       |
| 1999 | Presence of Mind          | Guvernørinde        |                       |
| 2000 | Soul Patrol               | Luisa               |                       |
| 2000 | Rancid Aluminium          | Sarah Thompson      |                       |
| 2000 | Love, Honour and Obey     | Sadie               |                       |
| 2001 | The Fear                  | Oplæseren           |                       |
| 2001 | The Anniversary Party     | Lucy – Joes søster  | Stemme, ukrediteret   |
| 2001 | Uprising                  | Zivia Lubetkin      |                       |
| 2003 | Bedsitcom                 | Introducer          | Stemme                |
| 2007 | Shoot On Sight            | Fiona Monroe        |                       |
| 2008 | Beyond the Rave           | Faldet engel        |                       |
| 2008 | The Town Thats Boars Me   | Dronningen          |                       |
| 2008 | The Heavy                 | Dutch               |                       |
| 2009 | Defining Moments          | Marina              | re-produktion         |